# Metodologia
Metodologia – nauka o metodach badań naukowych, ich skuteczności i wartości poznawczej. Metoda jest sposobem poprawnego postępowania w danej dziedzinie nauki.
Słowo metodologia pochodzi z greckich słów μετά oraz οδός, które razem dosłownie można przetłumaczyć jako "mówienie o (poprawnym)–chodzeniu–wzdłuż–drogi".

## Metodologie nauk
Klasycznie wyróżnia się metodologie:
- nauk ścisłych
- nauk przyrodniczych
- nauk społecznych
- nauk humanistycznych.

Współcześnie dominuje podejście bazujące na wykorzystaniu metod statystycznych bądź matematycznych (szczególnie nauki ścisłe) do opisu różnych zjawisk będących pod obserwacją badacza. W celu uzyskania danych do obliczeń wykorzystuje się precyzyjnie opisaną w metodologiach szczegółowych nauk gamę działań. 
Wiele nauk posiada własne metodologie lub korzysta z dorobku innych zapożyczając ich metodologie, np. metody statystyczne w formie zmodyfikowanej i dostosowanej do szczególnych zagadnień ekonomii noszą miano ekonometrii. 
Istnieje także generalna metodologia myślenia teoretycznego, której zasady mają zastosowanie w każdej nauce. Jest to ogólna metodologia myślenia naukowego, która jest częścią logiki.

## Przykłady
- W naukach społecznych najczęstszą formą zbierania danych jest ankieta, której konstrukcja, sposób przeprowadzenia oraz struktura respondentów musi być dokładnie, według zasad, ustalona. Do opracowania wyników stosuje się m.in. statystykę opisową.
- W naukach technicznych często dokonuje się pomiaru za pomocą mierników z zachowaniem właściwych warunków otoczenia a uzyskane tak wyniki mogą być zbierane i porównywane z wynikami uzyskanymi przez innych badaczy przy zachowaniu tych samych zmiennych lub nieznacznej ich modyfikacji. Do opracowania stosuje się tu często opis matematyczny.